# Красноармейский (Челябинская область)
Красноармейский — поселок в Варненском районе Челябинской области России. Входит в состав Катенинского сельского поселения.

## География
Расположен в центральной части района, на берегу небольшого притока реки Нижний Тогузак. В 1 км к востоку проходит региональная автодорога 75К-010 Черноречье — Чесма — Варна — Карталы — Бреды, в 2 км — Южно-Уральская железная дорога (участок Карталы — Троицк Уральского хода). Расстояние до районного центра села Варна 12 км.

## История
Поселок основан при Красноармейском отделении совхоза «Варненский». Официально зарегистрирован и назван в 1963 году.

## Население
| 2002 | 2010 |
| ---- | ---- |
| 209  | ↘157 |

(в 1970 — 338, в 1983 — 174, в 1995 — 230)

## Улицы
- Молодёжная,
- Озёрная,
- Рабочая,
- Школьный переулок,
- Промышленный район Владение 2.

## Инфраструктура
- ООО «Заречье».